# Dumdi Dumdi
"Dumdi Dumdi" (em hangul, 덤디 덤디; estilizado como DUMDi DUMDi) é o primeiro álbum single do (G)I-dle. Foi lançado digitalmente e fisicamente em 3 de agosto de 2020 pela Cube Entertainment em coreano e mandarim.  A versão física estará disponível em duas versões: Day e Night. É composto por duas músicas: "Dumdi Dumdi" e "I'm the Trend". Este é o primeiro lançamento de verão do grupo desde sua estréia.

## Antecedentes e lançamento
Após o lançamento de I Trust em 6 de abril e “I'm the Trend” em 7 de julho, foi anunciado que (G)I-dle retornaria no início de agosto. No dia 17 de julho, o grupo divulgou o nome da música e a data de lançamento por meio de uma imagem teaser decorada com praias e palmeiras que expressa o calor e a paixão do verão. Três horas antes, um teaser foi lançado pela Cube com a frase "#DDDD."
A partir de 21 de julho, a Cube Entertainment divulgou comentários sobre a música para a imprensa com suas fotos conceituais. Soojin disse que a música é um tópico empolgante que você quer dançar se ouvir.  Com o lançamento da imagem teaser de Minnie, a mídia noticiou que o conceito do grupo é “um vagabundo que gosta de liberdade”. De acordo com Soyeon, a música é alegre e fácil de carregar, com letras simples e intuitivas e melodias viciantes que expressam o tipo de verão do (G) I-dle.  Além disso, Yuqi comentou: "É bom ouvir música quando você está dirigindo ou saindo com os amigos. Ela descreveu o single como uma canção dançante onde os ouvintes podem sentir o verão de (G)I-dle com melodias que lembram aquela época do ano e da juventude.  Finalmente, Shuhua disse que a música é "muito emocionante e brilhante".
Para o lançamento de "Dumdi Dumdi", (G) I-dle participou do evento Happy Action Goodbean da Naver. As doações arrecadadas por meio da campanha serão usadas para apoiar tratamentos de aconselhamento psicológico e de saúde mental, lanches e kits nutricionais para equipes médicas por médicos do esporte durante a pandemia de COVID-19 na Coréia do Sul.

## Vídeo musical
Nos dias 30 e 31 de julho, o grupo lançou dois vídeos teaser. Em 3 de agosto, o vídeo de "Dumdi Dumdi" estreou no YouTube. O vídeo começa em um dia ensolarado de verão no fundo de um deserto com coisas exóticas como iguanas e papagaios, campistas e cavalos, mostrando os membros com diferentes histórias reunidos em um estranho motel para uma festa de verão. .  Soyeon, que estava viajando de carro, parou em frente a um velho motel localizado no meio do deserto, carregando uma grande mala de bagagem e ficou surpreso ao descobrir Shuhua no refeitório.

## Sucesso comercial
Em 17 de julho, a Biz Enter revelou que o preço das ações da Cube Entertainment subiu para 4,42% após anunciar o retorno do grupo.

## Lista de faixas
| N.º            | Título                    | Letras                              | Música                       | Duração |  |
| 1.             | "Dumdi Dumdi" (덤디 덤디) | Jeon So-yeon                        | Jeon Pop Time                | 3:32    |  |
| 2.             | "I'm the Trend"           | Minnie Song Yuqi Soyeon FCM Houdini | FCM Houdini Minnie Yuqi Yuto | 3:25    |  |
| Duração total: | Duração total:            | Duração total:                      | Duração total:               | 6:57    |  |

| Exclusivo - apenas na NetEase Music China |                                |                  |                |         |  |
| N.º                                       | Título                         | Letras           | Música         | Duração |  |
| 1.                                        | "Dumdi Dumdi" (Versão coreana) | Jeon So-yeon     | Jeon Pop Time  | 3:32    |  |
| 2.                                        | "Dumdi Dumdi" (Versão chinesa) | Jeon Song Z King | Jeon Pop Time  | 3:32    |  |
| Duração total:                            | Duração total:                 | Duração total:   | Duração total: | 7:04    |  |